# A Verdadeira Vida de Sebastian Knight
A Verdadeira Vida de Sebastian Knight é o primeiro romance em inglês por Vladimir Nabokov, escrito do final de 1938 para início de 1939, e publicado em 1941 por New Directions Publishing.

## Composição
Primeira grande obra em inglês de Nabokov foi composta em Paris enquanto o autor estava sentado no banheiro, sua valisa definida através de um bidê como uma escrivaninha. Nabokov recuou no banheiro para escrever.

## Enredo
O narrador, V., é absorvido na composição de sua primeira obra literária, uma biografia de seu meio-irmão o famoso romancista inglês nascido russo, Sebastian Knight (1899–1936). No curso de sua busca ele rastreia os conhecidos de Sebastian de Cambridge, e entrevista amigos e conhecidos, incluindo amigos Helen Pratt e P.G. Sheldon, o poeta Alexis Pan, e o pintor Roy Carswell.
No curso de sua biografia V. também revisa os livros de Sebastian (ver abaixo) e tenta refutar as visões da "equivocada" biografia pelo ex-secretário de Knight Sr. Goodman, The Tragedy of Sebastian Knight. Goodman mantêm que Knight foi muito arisco e cortado da vida real.
V. conclui que, após um relacionamento romântico de longa duração com Clare Bishop, anos finais de Sebastian foram estragados por um caso de amor com outra mulher—uma russa quem ele presumivelmente encontra em um hotel em Blauberg, onde Sebastian gastou tempo recuperando de doenças cardíacas em junho de 1929. V. sai para Blauberg, onde, com a ajuda de um imprevisível detetive privado, ele adquire uma lista dos nomes de quatro mulheres que estavam hospedadas no hotel durante o mesmo período de tempo como Sebastian: Mademoiselle Lidya Bohemsky, de Paris; Madame de Rechnoy, também de Paris; Helene von Graun, quem, apesar de seu nome alemão, falava russo e também vivia em Paris.
V. está intencionado em rastrear cada uma das mulheres para entrevistar elas. Após descartar a possibilidade de Helene Grinstein, sua procura leva ele para Paris, e a lista estreita para duas candidatas: Mme de Rechnoy e Mme von Graun. V. primeiro suspeita de Mme de Rechnoy de ser a misteriosa mulher baseada em uma convincente descrição de seu ex-marido, Pahl Palich Rechnoy. Mme de Rechnoy tem deixado seu marido e não pode ser localizado, deixando V. insatisfeito.
Entretanto, após encontrar a amiga de Mme von Graun, Mme Nina Lecerf, e ouvir histórias do nada lisonjeiro caso com um russo de von Graun, V. torna convencido que Helene von Graun é a mulher em questão. Nina convida V. para visitar ela na casa de campo, onde Helene irá estar com os Lecerfs. V. aceita, e, preocupado que ele irá perder sua presa, escreve uma breve carta para Helene anunciando sua intenção para encontrar ela lá.
Na casa de campo V. descobre que Helene von Graun ainda não tem chegado. Ele menciona sua carta para Nina, qual irrita ela. Através de uma série de sutis trocas, V. sabe que isso é Nina Lecerf ela mesma, e não Helene von Graun, que foi o romance final de Sebastian. Nina era, em fato, a Mme de Rechnoy que V. tem originalmente suspeitado, mas nunca encontrado.
Os capítulos finais da narração lidam com The Doubtful Asphodel, romance final de Sebastian, qual é centrado em um homem morrendo e sua lenta decadência. Descrição de V. do então romance revela similaridades e coincidências não apenas com a vida de Sebastian, mas com as próprias aventuras investigativas de V. V. tenta relatar os anos finais de Sebastian, incluindo uma última, codificada carta de Sebastian pedindo para V. para visitar ele em um hospital na França. Como V. faz a viagem para França, seus laços para sua própria vida tornam-se cada vez mais visíveis por sua tenuidade: seu empregado cepa sua habilidade para viajar, ele luta para lembrar necessários detalhes tais como o nome do hospital, ele mesmo carece de suficiente dinheiro para viajar eficientemente. V. finalmente chega no hospital e ouve para respiração de seu irmão dormindo de um quarto separado, apenas para descobrir que o homem dormindo não é seu irmão, mas um homem inglês. Sebastian Knight tinha morrido na noite anterior.
O romance conclui com uma reconciliação filosófica da vida de Sebastian, e uma final implicação que V. mesmo é Sebastian Knight, ou ao menos uma encarnação de sua alma.

### Alusões
Diferentes atitudes e expectativas de Nina e V. da situação fazem isso uma interessante busca para analisar as motivações por trás de seu uso da linguagem. A intencional mudança do comportamento de V. e Nina em cima e baixo humor resulta em um discurso de comportamento que é expressado através de diferentes atitudes emocionais não ao menos visíveis no corpo da linguagem. Enquanto as expectativas de cada outro são disfarçadas pela traição de Nina, o final coming of age de V. sobre Nina termina em tensão emocional que construiu-se constantemente. O situacional contexto e história entre as duas pessoas em um drama como combinação tem seus predecessores literários em Twelfth Night de Shakespeare, marca o homônimo segundo nome de Sebastian Knight, Viola e Sebastian de Shakespeare aparecem com Nabokov como V. e Sebastian. Na influência de Tchekhov, cão de colo de Nina tem já sido mencionado.

## Livros por Sebastian Knight
O narrador discute as seguintes (fictícias) obras por SK:
- The Prismatic Bezel, primeiro romance de Sebastian, "uma divertida paródia da definição de um conto de detetive" refletido na procura de V. pela amante russa de SK.
- Success, segundo romance de Sebastian, traça "o exato caminho em qual duas linhas de vida foram feitas para vir em contato" (formando um "V", como narração de V)
- Lost Property, memória de Sebastian. "Uma contagem das coisas e almas perdidas" na "jornada literária de descoberta" de SK, uma contagem refletida na narração de V.
- "The Funny Mountain", um conto
- "Albinos in Black", um conto
- "The Black of the Moon",– este conto inclui um Sr. Siller cuja semelhança ressurge na narração de V como Sr. Silbermann.
- The Doubtful Asphodel, este livro é sobre "Um homem morrendo, e ele é o herói do conto ... O homem é o livro; o livro em si está pesado e morrendo, desenhando um fantasmagórico joelho"(175) e pode ser visto como uma reflexão no livro de V.

## Citações
- "O único número real é o um, o resto são meras repetições" (Lost Property, página 83). (página 105)
- Veja também a entrada de wikiquote sobre Nabokov.

## Resposta crítica
Amigo, correspondente, e algumas vezes antagonista de Nabokov, Edmund Wilson chamou Sebastian Knight seu favorito entre as obras do autor. Uma nova leitura por Gerard de Vries "The True Life of Sebastian Knight", apresentando Colonel Samain no papel usualmente atribuído para Nina Rechnoy, é publicada por Zembla, o site oficial da Sociedade Internacional Vladimir Nabokov.